# Olimpíada d'escacs de 2014
L'Olimpíada d'escacs de 2014 fou la 41a edició oficial de les Olimpíades d'escacs, torneig d'escacs organitzat per la Federació Internacional d'Escacs. Comprengué tant una competició absoluta com una d'específica per a dones, així com diversos altres esdeveniments dirigits a la promoció dels escacs. Se celebrà entre l'1 i el 14 d'agost de 2014 a Tromsø, Noruega.
Hi participaren un total de 1.570 jugadors, 881 d'ells a la secció oberta i 689 a la femenina. El nombre d'equips fou de 177 de 172 països a la secció oberta, i de 136 de 131 països a la secció femenina. Els torneigs principals es varen disputar a Mackhallen. L'àrbitre en cap fou l'Àrbitre Internacional grec Panagiotis Nikolopoulos. El campió del món regnant, el GM noruec Magnus Carlsen, fou un dels vuit ambaixadors oficials de l'esdeveniment, i va jugar al primer tauler de l'equip noruel.
La Xina va guanyar el torneig obert per primer cop en la història, mentre que Rússia ho va fer en el torneig femení, per tercer cop consecutiu, i també tercer en la història. El xinès Yu Yangyi, que jugava al tercer tauler, i la georgiana Nana Dzagnidze, jugant al primer, foren els jugadors més efectius en la secció oberta i femenina, respectivament. L'esdeveniment fou també la darrera competició per Judit Polgár, la millor jugadora d'escacs femenina de la història, qui va anunciar la seva retirada dels escacs de competició al final de l'Olimpíada. Jugant com a suplent per l'equip d'Hongria al torneig principal, va guanyar una medalla d'argent amb el seu equip, i va totalitzar quatre victòries, una derrota, i unes taules, per una puntuació total de 4½/6.

## Antecedents i preparació

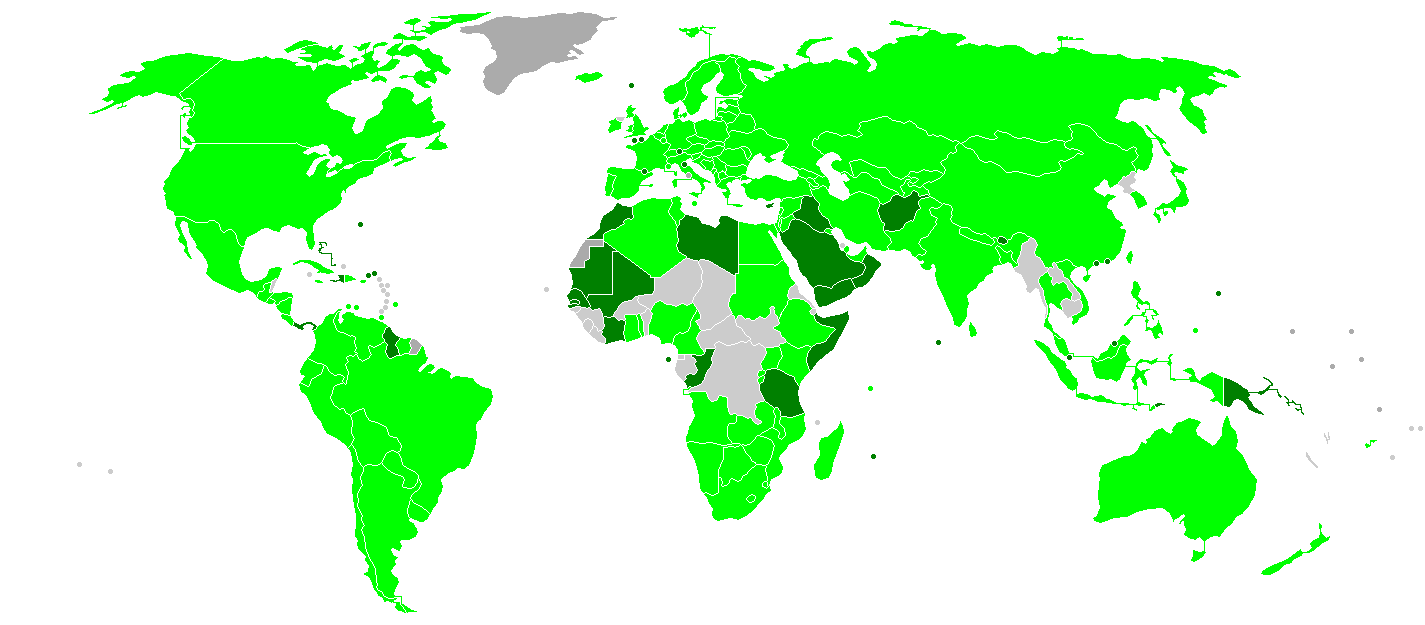
En verd clar, els països que participaren als dos torneigs; en verd fosc, els que participaven només a l'obert.

Dues ciutats pugnaren per hostatjar l'esdeveniment: Albena a Bulgària i Tromsø. La tria es va fer el 2010 a Khanti-Mansisk, i va durar alguns dies; finalment els noruecs guanyaren en una votació per 95–47.
El maig de 2014, es va anunciar que el pressupost de l'olimpíada seria de 15 milions de corones noruegues. De tota manera, els noruecs inicialment no sabien que també haurien d'organitzar la Copa del Món d'escacs de 2013 i, per tant, no van considerar el cost d'aquest esdeveniment en la quantitat global de 2 milions d'euros. Els organitzadors varen demanar fons addicionals per l'Olimpíada, però el govern noruec no ho va aprovar. Llavors, varen haver de buscar sponsors privats per cobrir despeses. El juny de 2014, el parlament noruec va aprovar uns fons addicionals de 12 milions de corones per a l'esdeveniment, i després d'això els organitzadors varen confirmar que finalment l'Olimpíada se celebraria a Tromsø.
El Director Administratiu de l'Olimpíada de Tromsø 2014 AS fou Børge Robertsen. El director fou Henrik Andenæs, posteriorment substituït per Herman Kristoffersen. Hi hagué vuit ambaixadors de l'Olimpíada: el Campió del Món regnant Magnus Carlsen; l'exCampió del Món Anatoli Kàrpov; les exCampiones del Món femenines Susan Polgar i Aleksandra Kosteniuk; la GMF Melanie Ohme; l'historiador, escriptor, escaquista i polític Hans Olav Lahlum; l'exfutbolista Sigurd Rushfeldt; i l'aventurer i periodista Lars Monsen.
El local de joc era Mackhallen, situat al centre antic de Tromsø. Mackhallen és l'antiga seu de la fàbrica de cervesa situada més al nord del món, que data del 1877.

## L'esdeveniment

### Format de competició i calendari
El torneig es va disputar per sistema suís. El control de temps era de 90 minuts per 40 moviments, amb 30 segons addicionals per moviment, i 30 minuts més després de la jugada 40. Es permetia oferir taules en qualsevol moment durant la partida. Es jugaren un total d'11 rondes, a cadascuna de les quals cada equip jugava amb quatre jugadors, un dels quals podia ser un suplent.
La classificació dels equips es feia d'acord amb els punts guanyats en cada ronda. En cas d'igualtat a punts de dos o més equips, el desempat es feia aplicant: 1. El sistema Sonneborn-Berger; 2. El total de punts fets en el matx; 3. Suma dels punts dels rivals, exlòs el pitjor resultat.
La cerimònia d'obertura de l'olimpíada es va celebrar a les 19:30 CEST (UTC+2) el dia 1 d'agost, i la de cloenda a les 20:00 CEST (UTC+2) del 14 d'agost. La cloenda va començar amb un minut de silenci a causa de les morts del jugador de les Seychelles Kurt Meier d'un atac de cor i d'Alisher Anarkulov de la Federació d'Escacs de l'Uzbekistan. Les rondes del torneig varen començar el dia 2 d'agost i varen acabar el 14 d'agost. Totes les rondes començaren a les 14:00 CEST (UTC+2), llevat de les rondes primera i final, que varen començar a les 15:00 CEST (UTC+2) i les 11:00 CEST (UTC+2), respectivament. Hi va haver dos dies de descans, el primer el 7 d'agost després de la cinquena ronda, i el segon el 13 d'agost abans de la ronda final. Hi va haver també una trobada d'àrbitres el dia 1 d'agost a les 21:30 CEST (UTC+2) i una de capitans el 2 d'agost a les 09:00 CEST (UTC+2).
Les dates són CEST (UTC+2)
| OC | Cerimònia d'obertura | A | Trobada d'àrbitres | C | Trobada de capitans | 1 | Ronda | RD | Dia de descans | CC | Cerimònia de cloenda |

| Agost      | Agost      | 1r Div | 2n Dis | 3r Diu | 4t Dil | 5è Dim | 6è Dmx | 7è Dij | 8è Div | 9è Dis | 10è Diu | 11è Dil | 12è Dim | 13è Dmx | 14è Dij |
| ---------- | ---------- | ------ | ------ | ------ | ------ | ------ | ------ | ------ | ------ | ------ | ------- | ------- | ------- | ------- | ------- |
| Cerimònies | Cerimònies | OC     |        |        |        |        |        |        |        |        |         |         |         |         | CC      |
| Trobades   | Trobades   | A      | C      |        |        |        |        |        |        |        |         |         |         |         |         |
| Rondes     | Rondes     |        | 1      | 2      | 3      | 4      | 5      | RD     | 6      | 7      | 8       | 9       | 10      | RD      | 11      |

### Torneig obert

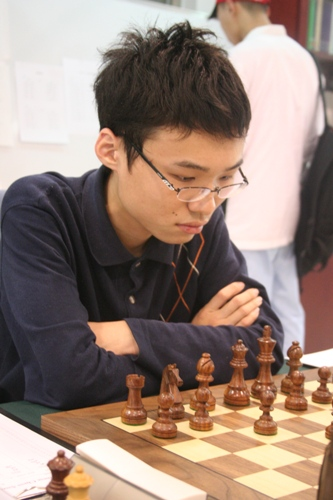
El xinès Yu Yangyi va guanyar la medalla d'or individual a la competició principal.

Al torneig obert hi participà un nombre rècord de 177 equips, representant 172 països. Noruega, com a país organitzador, hi va inscriure tres equips, i també hi participaren la International Braille Chess Association (IBCA), l'Associació d'Escacs de Disminuïts Físics (IPCA), i el Comitè Internacional d'Escacs per a Sords (ICSC).
Entre els jugadors que participaren en l'Olimpíada hi havia el Campió del Món regnant, i número u del món Magnus Carlsen, nou dels deu primers jugadors de la llista d'Elo de la FIDE de juliol de 2014, i quatre excampions del món. L'excampió del món i aspirant en el Campionat del món de 2014 Vishwanathan Anand fou l'únic jugador dels deu primers del món que no va participar. La dona amb més elevat rànquing, Judith Polgar representà Hongria al torneig obert. De tota manera, no tots els equips varen participar amb els seus millors equips possibles. La Xina, de la qual s'esperava que fos un dels equips a priori més forts, tenia només dos jugadors al voltant dels 2700 d'Elo. Rússia era l'equip més fort a la secció oberta, amb una mitjana de 2777 punts, seguida per Ucraïna amb 2722 i França, liderada per Maxime Vachier-Lagrave amb 2718 punts. D'altres equips amb mitjanes superiors a 2700 eren Armènia, amb el número 2 mundial Levon Aronian jugant al primer tauler, els Estats Units, i Hongria.
Finalment la Xina va guanyar la seva primera medalla d'or en el torneig obert, i fou a més l'únic equip imbatut del torneig. Els xinesos van aconseguir vuit victòries i tres empats, per un total de 19 punts, acabant dos punts sencers per damunt dels rivals. El segon lloc el compartiren quatre equips amb 17 punts: Hongria, Índia, Rússia i Azerbaidjan. Hongria va guanyar el tie-break pel segon lloc i obtingué la medalla d'argent, i l'Índia obtingué la medalla de bronze. Rússia, que era com gairebé sempre clara favorita abans del torneig, va acabar en quart lloc. Armènia, els campions defensors del títol, va fer 16 punts, per acabar en vuitè lloc.
| #  | País            | Jugadors                                            | Mitjana rating | MP | dSB   |
| -- | --------------- | --------------------------------------------------- | -------------- | -- | ----- |
| 1  | R.P. de la Xina | Wang Yue, Ding Liren, Yu Yangyi, Ni Hua, Wei Yi     | 2699           | 19 |       |
| 2  | Hongria         | Lékó, Balogh, Almási, Rapport, Polgár               | 2703           | 17 | 372.0 |
| 3  | Índia           | Negi, Sethuraman, Sasikiran, Adhiban, Lalith Babu   | 2631           | 17 | 371.5 |
| 4  | Rússia          | Kràmnik, Grischuk, Svidler, Karjakin, Nepómniasxi   | 2773           | 17 | 352.0 |
| 5  | Azerbaidjan     | Mamedyarov, Radjabov, Mamedov, Safarli, Guseinov    | 2694           | 17 | 345.0 |
| 6  | Ucraïna         | Ivanchuk, Ponomariov, Eljanov, Korobov, Moissèienko | 2723           | 16 | 377.5 |
| 7  | Cuba            | Dominguez, Bruzón, Quezada, Ortiz, Gonzalez         | 2629           | 16 | 361.0 |
| 8  | Armènia         | Aronian, Sargissian, Movsesian, Akopian, Kotanjian  | 2705           | 16 | 350.5 |
| 9  | Israel          | Guélfand, Rodshtein, Smirin, Sutovsky, Postny       | 2683           | 16 | 348.0 |
| 10 | Espanya         | Vallejo, Antón, Salgado, Illescas, Vázquez          | 2640           | 16 | 334.5 |
Es varen donar premis per tauler segons la performance. Yu Yangyi, al tercer tauler, va aconseguir la millor performance de tot el torneig:
- Tauler 1:  Vesselín Topàlov 2872
- Tauler 2:  Nguyễn Ngọc Trường Sơn 2843
- Tauler 3:  Yu Yangyi 2912
- Tauler 4:  Nikola Sedlak 2773
- Suplent:  Sam Shankland 2831

### Torneig femení

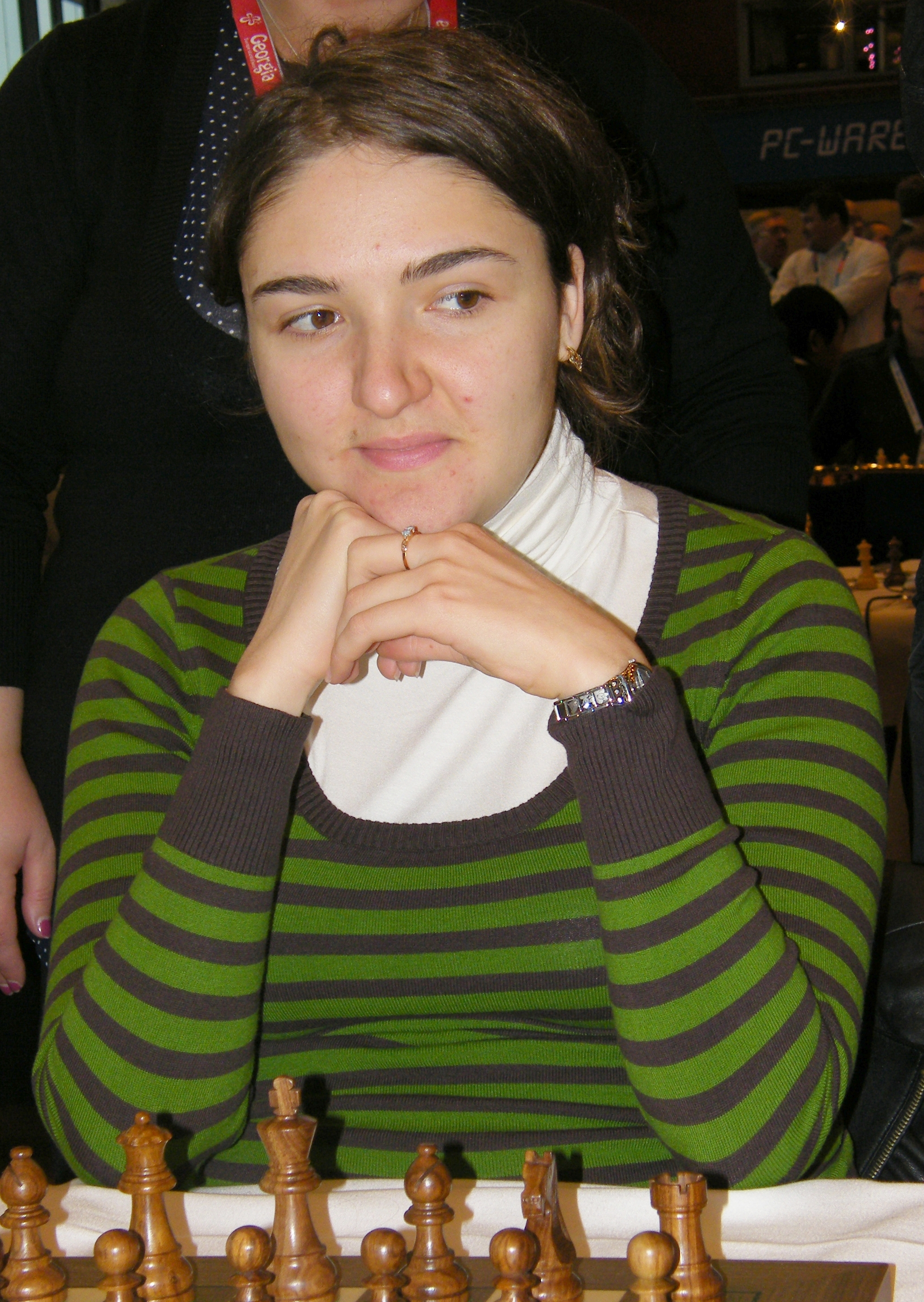
La georgiana Nana Dzagnidze va guanyar la medalla d'or individual a la competició femenina.

Al torneig femení hi varen participar 136 equips en representació de 131 països. Noruega, com a país organitzador, hi va inscriure tres equips, i també hi participaren la International Braille Chess Association (IBCA), l'Associació d'Escacs de Disminuïts Físics (IPCA), i el Comitè Internacional d'Escacs per a Sords (ICSC).
Entre les jugadores que participaren en el torneig femení hi havia la Campiona del món regnant, Hou Yifan, set de les deu millors jugadores de la llista d'Elo de la FIDE publicada el juliol de 2014 (exclosa Polgar, que jugava el torneig principal), i tres excampiones del món. Koneru Humpy de l'Índia i Viktorija Čmilytė de Lituània, foren les úniques dues de les deu primers que no varen participar en l'Olimpíada. La Xina era l'equip més fort de la competició femenina, i havia portat totes les seves jugadores més fortes, amb una mitjana d'Elo de 2544. Rússia era el segon equip més fort, amb una mitjana d'Elo de 2521, representada per Katerina Lahnó al primer tauler, Aleksandra Kosteniuk, Natàlia Pogonina, i Valentina Gúnina. Ucraïna, amb una mitjana de 2505 era el tercer equip per ordre de força, i comptava amb les germanes Anna i Maria Muzitxuk així com amb l'excampiona del món femenina Anna Uixénina.
Rússia va guanyar finalment la competició femenina per tercer cop consecutiu, amb deu victòries i només una derrota, per un total de 20 punts. La Xina i Ucraïna varen empatar al segon lloc amb 18 punts, però les xineses varen guanyar el desempat i obtingueren l'argent, mentre les ucraïneses es quedaven amb el bronze. Rússia i la Xina varen fer resultats perfectes fins al seu matx de la setena ronda, en què les russes derrotaren les xineses per 3-1, cosa que els va permetre d'obtenir un marge decisiu per guanyar l'or.
| #  | País            | Jugadors                                                     | Mitjana rating | MP | dSB   |
| -- | --------------- | ------------------------------------------------------------ | -------------- | -- | ----- |
| 1  | Rússia          | Lagno, Gunina, Kosteniuk, Girya, Pogonina                    | 2520           | 20 |       |
| 2  | R.P. de la Xina | Hou Yifan, Ju Wenjun, Zhao Xue, Tan Zhongyi, Guo Qi          | 2549           | 18 | 406.0 |
| 3  | Ucraïna         | A. Muzychuk, M. Muzychuk, Uixénina, Júkova, Gaponenko        | 2510           | 18 | 383.0 |
| 4  | Geòrgia         | Dzagnidze, Khotenashvili, Javakhishvili, Melia, Batsiashvili | 2499           | 17 | 390.0 |
| 5  | Armènia         | Danielian, Mkertxian, Galojan, Kursova, Sargsyan             | 2383           | 17 | 350.5 |
| 6  | Kazakhstan      | Nakhbayeva, Sadukassova, Abdumalik, Davletbayeva, Dauletova  | 2333           | 17 | 320.0 |
| 7  | Polònia         | Socko, Zawadzka, Szczepkowska-Horowska, Bartel, Kulon        | 2402           | 16 | 362.0 |
| 8  | Estats Units    | Krush, Zatonskih, Abrahamyan, Katerina Nemcova, Foisor       | 2405           | 16 | 339.5 |
| 9  | Alemanya        | Pähtz, Schleining, Melamed, Ohme, Hoolt                      | 2379           | 16 | 304.0 |
| 10 | Índia           | Dronavalli, Sachdev, Karavade, Gomes, Padmini                | 2421           | 15 | 380.0 |
Es varen donar premis per tauler segons la performance. Nana Dzagnidze, al primer tauler, va aconseguir la millor performance de tot el torneig:
- Tauler 1:  Nana Dzagnidze 2719
- Tauler 2:  Valentina Gúnina 2651
- Tauler 3:  Aleksandra Kosteniuk 2639
- Tauler 4:  Natàlia Júkova 2512
- Tauler suplent:  Rout Padmini 2584

### Trofeu Gaprindashvili
El trofeu Nona Gaprindaixvili es dona al país que tingui més punts entre les seccions oberta i femenina combinades. En cas d'empat entre dos o més equips, es desempata pels mateixos sistemes que en els dos torneigs separats.
El trofeu, anomenat així en honor de l'excampiona del món (1961–78), fou creat per la FIDE el 1997.
| # | Equip           | MP | dSB   |
| - | --------------- | -- | ----- |
| 1 | R.P. de la Xina | 37 | 828.5 |
| 2 | Rússia          | 37 | 772.5 |
| 3 | Ucraïna         | 34 |       |

## Eleccions a la presidència de la FIDE
Les eleccions a la presidència de la FIDE se celebraren durant el 85è Congrés de la FIDE, que va tenir lloc durant l'olimpíada. Els 177 països membres de la FIDE podien votar per un dels dos candidats: el president llavors en el càrrec Kirsan Iliumjínov o l'excampió del món Garri Kaspàrov. Abans del congrés, Kaspàrov s'havia queixat d'irregularitats comeses per la FIDE a la llista publicada de delegats, i almenys un membre de la Comissió Electoral de la FIDE (ELE) hi havia estat d'acord. Finalment, Iliumjínov va vèncer Kaspàrov per 49 vots (110 vots pel president en el càrrec i 61 per Kaspàrov).

## Controvèrsies
El 7 de juliol de 2014, el President de la FIDE Kirsan Iliumjínov va escriure una carta oberta queixant-se a la Primer Ministre de Noruega Erna Solberg que alguns equips tenien dificultats per obtenir els visats per viatjar. A la carta hi deia que els jugadors que no tenien consolats de Noruega als seus països havien de viatjar a països veïns per demanar els visats, i encara més, cada membre individual de l'equip ho havia de fer de forma individual i en persona. Un dia després, Børge Robertsen, director administratiu de l'olimpíada, va respondre en nom dels organitzadors que estaven treballant per solucionar el problema, i que havien enviat aproximadament 1.500 invitacions als participants que necessitaven visats. Indicava també que el procés de sol·licitud dels visats era fàcil de seguir i es podia tramitar online.

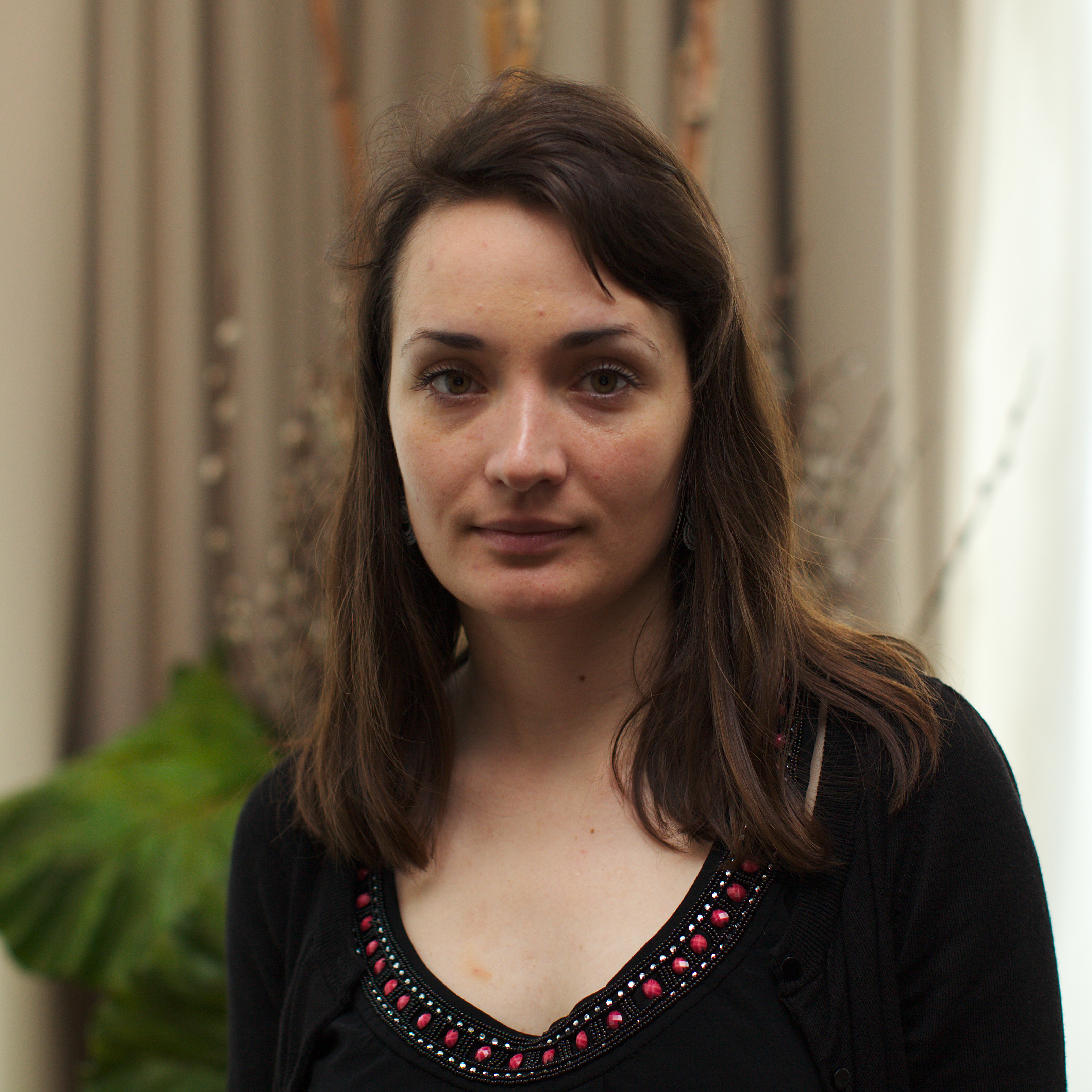
El pas de Katerina Lahnó de la federació ucraïnesa a la russa va crear molta controvèrsia abans de l'Olimpíada.

El 16 de juliol de 2014, el comitè organitzador va anunciar que alguns equips havien excedit la data límit de l'1 de juny per presentar les seves llistes de jugadors, entre els quals hi havia la República Centreafricana, el Gabon, Costa d'Ivori, Cambodja, Oman, el Pakistan i el Senegal al torneig obert i l'Afganistan i Rússia al torneig femení. Els organitzadors ja havien deixat clar que la regulació sobre la data límit era per tothom i que cap país en seria exempt. Fou particularment sorprenent la desqualificació de l'equip femení rus, ja que eren les campiones de l'olimpíada anterior. Els mitjans escaquístics van vincular aquesta qüestió amb el cas del canvi de federació de Katerina Lahnó, indicant que la Federació Russa d'Escacs havia estat esperant que la transferència de federació de Lahno des d'Ucraïna esdevingués oficial. Lahno havia de reforçar considerablement l'equip rus, després de la retirada de Nadezhda i Tatiana Kossíntseva de l'equip nacional. La FIDE va criticar contundentment la decisió dels organitzadors de no permetre competir aquest equip. El vicepresident de la FIDE Israel Gelfer va dir que la decisió última era a les mans de Kirsan Iliumjínov; a més a més, va acusar Garri Kaspàrov d'influir en el comitè organitzador, amb finalitats electoralistes, i va proposar de cancel·lar l'olimpíada. Kaspàrov de seguida va respondre a Gelfer que els seus arguments no tenien ni cap ni peus, i indicant que castigar 175 equips per la badada d'un de sol era d'una arrogància absurda. També va criticar la FIDE per permetre que la Federació d'Escacs de Rússia es pogués saltar les normes, cosa que era un atac contra la comunitat escaquística en general. El 21 de juliol, el comitè organitzador va informar el president de la FIDE Ilyumzhinov que permetria jugar els equips que havien depassat la data límit.